# Hartland Township (Iowa)
Pour les articles homonymes, voir Hartland Township.
Hartland Township est un township du comté de Worth en Iowa, aux États-Unis,.
Il est fondé en 1859.

## Source de la traduction
- (en) Cet article est partiellement ou en totalité issu de l’article de Wikipédia en anglais intitulé « Hartland Township, Worth County, Iowa » (voir la liste des auteurs).